# القصبات
القصبات بلدة وبلدية تابعة لدائرة رأس العيون في ولاية باتنة بالجزائر.
1. ↑  إحصاء سكان باتنة. نسخة محفوظة 23 يوليو 2018 على موقع واي باك مشين.
2. ↑  GeoNames (بالإنجليزية), 2005, QID:Q830106
3. ↑  "بحث عن جماعة إقليمية". www.interieur.gov.dz (بar-aa). Archived from the original on 2022-08-10. Retrieved 2025-08-05.{{استشهاد ويب}}:  صيانة الاستشهاد: لغة غير مدعومة (link)